# Distagma
Distagma là một chi bướm đêm thuộc họ Geometridae.